# Oxylapia polli
Oxylapia polli е вид лъчеперка от семейство Цихлиди (Cichlidae), единствен представител на род Oxylapia. Видът е критично застрашен от изчезване.

## Разпространение
Разпространен е в Мадагаскар.